# Métahistoire (art)
Pour l’article homonyme, voir métahistoire.
La métahistoire est un terme assez flou qui a un sens différent selon qu'il s'agit de cinéma ou de littérature.

## Cinéma
Dans le cinéma, la métahistoire désigne une œuvre de fiction qui intègre l'histoire de l'art comme objet narratif.
Ainsi, Hollis Frampton fait des films basés sur une référence constante à l'histoire du cinéma. La référence ou l'hommage sont alors fondateurs de ces films. C'est raconter explicitement l'histoire du cinéma à travers une fiction expérimentale.

## Littérature
Une caractéristique du space opera est que les auteurs, par exemple Laurent Genefort, utilisent, à l'instar de Balzac, le retour des personnages et la continuité de l'histoire à travers des romans bien distincts (au contraire de la série ou du feuilleton).